# Economische integratie
Economische integratie is samenwerking tussen staten op economisch gebied. In theorie worden de volgende stadia van integratie onderscheiden, in volgorde van steeds nauwer wordende samenwerking:
- Vrijhandelszone of Preferentiële handelszone
- Douane-unie
- Gemeenschappelijke markt
- Muntunie
- Volledige economische integratie